# Кіцуне

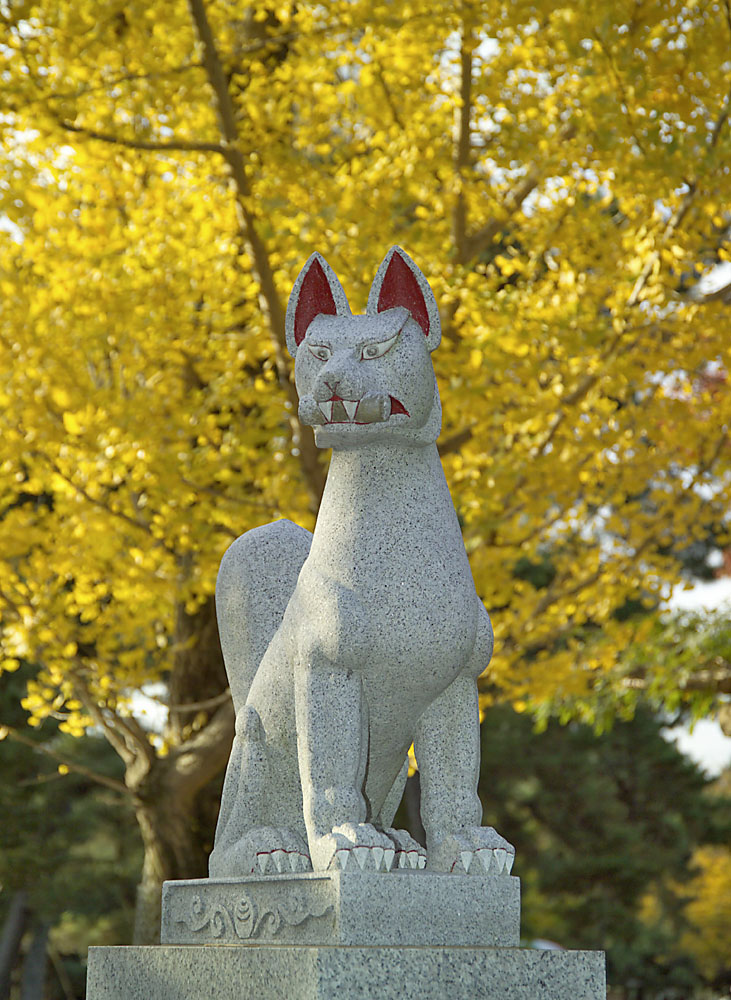
Статуя кіцуне у святилищі Інарі, розташованому біля буддистського монастиря Тодай (місто Нара, Японія).

Кіцуне — Лисиця (яп. 狐, きつね, МФА: [kit͡su̥ne]) — в японській міфології божество, герой фольклору, різновид демона-перевертня. Символ божества рисівництва Інарі.

## Фольклор
В японському фольклорі лисиця — це мудрий звір-довгожитель, що володіє магією. Досягнувши 50 або 100 років, вона може перетворюватися на людину — звабливу молоду красуню або стару бабу. Образ лисиці є наслідком змішання традиційних японських вірувань про звіра як посланця бога Інарі та китайських вірувань, в яких вона постає як демон-перевертень.
Інші можливості, що зазвичай приписуються лисиці, охоплюють здібність вселятися в чужі тіла, видихати або інакшим чином творити вогонь, з'являтися в чужих снах, та здібність створювати ілюзії настільки складні, що їх майже не відрізнити від дійсності. Деякі зі сказань заходять далі, говорячи про лисицю зі здібностями викривляти простір та час, зводити людей з розуму, або приймати такі нелюдські чи фантастичні форми, як дерева невимовної висоти або другий Місяць у небі. Зрідка лисиці приписують характеристики, що нагадують вампірів: вони харчуються життєвою або духовною силою людей, з якими вступають у співдію. Іноді лисиці у переказах охороняють круглий або грушоподібний об'єкт (хосі но тама, тобто «зоряна куля»); стверджується, що той, хто заволодіє тією кулею може змусити лисицю допомагати собі; одна з теорій стверджує, що лисиці «запасають» частину своєї магії в тій кулі після перетворення. Лисиці зобов'язані дотримувати своїх обіцянок, інакше їм доведеться зазнати покарання у вигляді пониження свого ступеня або рівня сили.
Лисиці пов'язані як із синтоїстськими, так і буддистськими віруваннями. В шінто лисиця пов'язується з Інарі, божеством-покровителем рисових полів та підприємництва. Спочатку лисиці були посланцями (цукай) цього божества, але зараз різниця між ними настільки розмилася, що Інарі сам іноді малюється у вигляді лисиці. В буддизмі вони стали відомими завдяки поширеній в IX—X століттях в Японії школі таємного буддизму Сінгон, одне з головних божеств якого, Дакіні, зображувалося на небі верхи на лисиці.

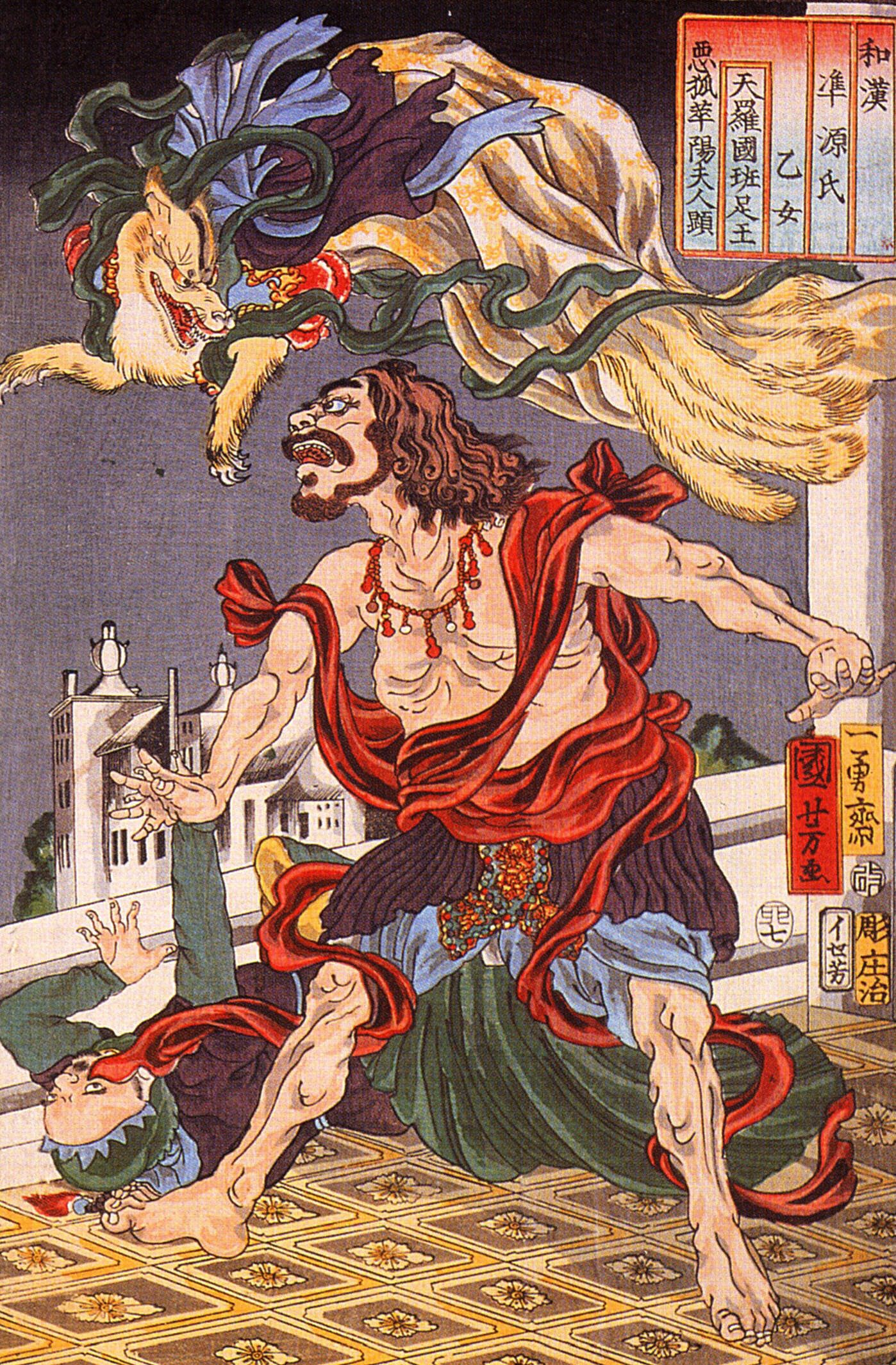
Дев'ятихвоста лисиця нападає на князя Хандзоку. Гравюра XIX ст.

У фольклорі лисиця — це різновид йокаїв, тобто демонів. Однак, це не обов'язково означає, що вони не є живими істотами або є чимось іншим, аніж лисицями. Слово «дух» у цьому разі використовується в східному сенсі, відображуючи стан знання або осяяння. Будь-яка лисиця, що прожила достатньо довго, таким чином, може стати «лисячим духом». Існують два основні види лисиць-демонів : мьобу, або божественна лисиця, що часто пов'язується з Інарі, та ноґіцуне, або дика лисиця (дослівно «польова лисиця»), яка часто, але не завжди, змальовується як зла, зі злим помислом.
У лисиці може бути до дев'яти хвостів. Загалом, уважається, що чим старіша та сильніша лисиця, тим більше вона має хвостів. Деякі джерела стверджують навіть, що лисиця відрощує додаткового хвоста кожні сотню або тисячу років власного життя. Але лисиці, що трапляються в казках, майже завжди володіють одним, п'ятьма або дев'ятьма хвостами.
Коли лисиця отримує 9 хвостів, її хутро стає сріблястим, білим або золотим. Ці дев'ятихвості лисиці отримують силу нескінченної проникливості. Також у Кореї говорять, що лисиця, проживши тисячу років, перетворюється на куміхо (Kumiho) (дослівно «дев'ятихвоста лисиця»), але корейці лисицю завжди зображують злою, на відміну від японської лисиці, яка може бути як доброзичливою, так і навпаки. У китайському фольклорі також є «лисячі духи» (хулі-цзін), багато в чому схожі з лисицями, разом з можливістю мати 9 хвостів.
У деяких історіях лисиці мають проблеми з хованням свого хвоста в людському вигляді (зазвичай лисиці в таких переказах мають лише один хвіст, що може вказувати на слабкість та недосвідченість лисиці). Уважний герой може викрити перетворену на людину п'яну чи необережну лисицю, побачивши крізь її одяг, хвоста.
Одною з відомих лисиць, також є великий дух-зберігач Кюбі. Це дух-зберігач та захисник, що допомагає юним «заблудлим» душам на їх шляху в поточній інкарнації. Кюбі зазвичай залишається ненадовго, лише на декілька днів, але у разі прихильності до однієї душі, може супроводжувати її роками. Це рідкісний вид лисиць, що нагороджує деяких щасливчиків своєю присутністю та допомогою.
В японському фольклорі лисиць часто зображують ошуканцями, іноді при цьому дуже злими. Лисиця-ошуканка використовує свої магічні сили для пустощів: ті, що показуються в доброзичливому світлі, намагаються обирати своїми цілями занадто гордих самураїв, жадібних купців та хвалькуватих людей, натомість жорстокіші лисиці намагаються мучити бідних торговців, фермерів та буддистських монахів.
Ще лисиць часто змальовують як коханок. В подібних історіях зазвичай присутні юний чоловік та лисиця, що прийняла вигляд жінки. Іноді лисиці приписується роль звабниці, але часто подібні історії скоріше романтичні. В таких історіях юний чоловік одружується з красунею (не знаючи, що це лисиця) та надає велике значення її відданості. В багатьох таких історіях присутній трагічний елемент: вони закінчуються виявленням лисячої сутності, після чого лисиця повинна покинути свого чоловіка.
Найстаріша з відомих історій про жінок-лисиць, котра дає фольклорну етимологію слова «кіцуне», в цьому сенсі є винятком. Тут лисиця бере вигляд жінки та одружується з чоловіком, після чого ті двоє, провівши декілька щасливих років разом, заводять декількох дітей. Її лисяча сутність несподівано відкривається, коли в присутності багатьох свідків вона лякається собаки, і, щоб заховатися, прибирає свій істинний вигляд. Лисиця готується піти з дому, але чоловік її зупиняє, кажучи: «Тепер, коли ми були декілька років разом і ти дала мені декількох дітей, я не можу просто забути тебе. Будь ласка, підем та поспимо». Лисиця погоджується; відтоді повертається до свого чоловіка щоночі в образі жінки, а вранці йдучи у вигляди лисиці. Після того її стали називати кіцуне — через те, що в класичній японській кіцу-не значить «підемо поспимо», в той час як кі-цуне означає «та, що завжди приходить».
Нащадкам шлюбів між людьми та лисицями, зазвичай приписують особливі фізичні або надприродні властивості. Конкретна природа цих властивостей, однак, дуже змінюється від одного джерела до іншого. Серед тих, у кого, як вважалося, є подібні надзвичайні здібності — відомий оммьодзі Абе-но Сеймей, котрий був ханйо (напівдемоном), сином людини та лисиці.
Сліпий дощ іноді називають кіцуне но йомеїрі або «одруження лисиці».
Багато людей вірять в те, що лисиці прийшли в Японію з Китаю.

## Інші значення
Існує японська страва під назвою кіцуне удон, різновид супу удон — з нарізаним тофу (абурааге або усуаге), до якого, за переказами, особливо ласі кіцуне (звідки й назва).
Kitsuné [Архівовано 29 жовтня 2013 у WebCite]— також назва французького лейбла, спеціалізованого на музичних стилях хаус, диско й електро (поряд з іншими поп-стилями).